# 松崎 (印西市)
松崎（まつざき）は、千葉県印西市の大字。郵便番号270-1344。

## 地理
北は結縁寺、北東は松崎台、東は草深、南東は吉田、南は八千代市堀の内、西は船尾に隣接している。

## 小字
小字は以下の通り。
- 辺田（へた）
- 大久保（おおくぼ）
- 中郷（なかごう）
- 台田（だいた）
- 山ノ下（やまのした）
- 前戸（まえど）
- 坂東（ほどう）
- 漣（さざなみ）
- 笹目（ささめ）
- 堀木戸（ほりきど）
- 池田（いけだ）
- 高野（こうや）
- 高野台（こうやだい）
- 大神谷（おおじんや）
- 東海道（とうかいどう）
- 宮作（みやざく）
- 境田（さかいだ）
- 小台（こだい）
- 長作（ながざく）
- 花井田（はないだ）
- 三郷前（さんごうまえ）
- 三郷（さんごう）
- 南田（みなみだ）

## 歴史
江戸期は松崎村・松崎新田の2村、明治初年からは松崎村である。
松崎村（まつざきむら）は下総国印旛郡のうち。印西領・印西筋に属す。「寛文印知集」では寛文4年皆川藩領分の村として見え、のち幕府領を経て、「各村級分」では旗本松平氏領、元禄14年から佐倉藩領。村高は、「元禄郷帳」310石余、「天保郷帳」「旧高旧領」ともに435石余。明治初年松崎新田を合併。明治6年千葉県に所属。神社は大皇子神社。明治22年船穂村の大字となる。
松崎新田（まつざきしんでん）は、下総国印旛郡のうち。印西領・印西筋に属す。手賀沼と印旛沼に挟まれた台地上に位置する。もと小金牧のうち印西牧の一部。寛文10年惣深新田び請負主鰭ケ崎村清重郎らがそれまで入会であった草深野の一部を対立緩和のため、近隣16か村が分与した。それを切添新田として松崎村が開発し、延宝4年の検地により高請され成立。幕府領。村高は「元禄郷帳」31石余、のち寛延3年・安永7年に改増、「天保郷帳」「旧高旧領」ともに45石余。延宝4年の反別6町3反余、のち寛延3年下畑9反余、安永7年下畑2町9反余が、それぞれ検地によりふえている。明治初年松崎村の一部となる。

### 年表
- 明治初年 - 松崎村と松崎新田が合併し松崎村となる[5][6]。
- 1873年（明治6年） - 千葉県に所属。
- 1889年（明治22年）4月1日 - 船穂村大字松崎になる。
  - 町村制施行し、船尾村、結縁寺村、多々羅田村、戸神村、武西村、松崎村、泉新田、惣深新田が合併し印旛郡船穂村が発足。
- 1954年（昭和29年）12月1日 - 印西町松崎となる。
  - 木下町・大森町・船穂村と永治村の一部が合併し印西町が発足。
- 1996年（平成8年）4月1日 - 印西市松崎となる。
  - 印西町が市制施行して印西市となる。

## 世帯数と人口
2017年（平成29年）10月31日現在の世帯数と人口は以下の通りである。
| 大字 | 世帯数  | 人口  |
| ---- | ------- | ----- |
| 松崎 | 161世帯 | 431人 |

## 小・中学校の学区
市立小・中学校に通う場合、学区は以下の通りとなる。
| 番地 | 小学校             | 中学校             |
| ---- | ------------------ | ------------------ |
| 全域 | 印西市立船穂小学校 | 印西市立船穂中学校 |

## 施設
- 松崎中央会館
- コミュニティセンター前戸の里
- 印西しおん幼稚園
- しおんワールドしおん保育園
- 松崎むらぐるみ農業集会所
- 多聞院
- 毘沙門天
- 火皇子神社

## 交通

### コミュニティバス
- 印西市ふれあいバス[8][9]
  - 南ルート（千葉ニュータウン循環ルート）[10]
    - （88松崎工業団地） - 89松崎 - 90松崎坂下 - （91船穂コミュニティセンター）